# Oxley-Wild-Rivers-Nationalpark
Der Oxley-Wild-Rivers-Nationalpark (engl. Oxley Wild Rivers National Park) ist ein Nationalpark im Bundesstaat New South Wales, Australien. Er liegt etwa in der Mitte zwischen Sydney und Brisbane, rund 80 km von Dorrigo entfernt. Sein Name erinnert an den Forschungsreisenden John Oxley, der auch dieses Gebiet durchquerte.
Die Unterschutzstellung des Nationalparkes erfolgte im September 1986. Er umfasst eine Fläche von ca. 142.332 ha. Dabei handelt es sich um mehrere, nicht zusammenhängende Teilgebiete.
Der Oxley-Wild-Rivers-Nationalpark grenzt an den Willi-Willi-Nationalpark.

## Natur
Der Nationalpark weist in vielen Bereichen ein eindrucksvolles Landschaftsbild mit tiefen Schluchten und hohen Wasserfällen auf. Bekannt ist der Wollomombi-Wasserfall, der höchste im Bundesstaat New South Wales.
Die vorherrschenden Pflanzengesellschaften sind Regenwälder, trockene Eucalyptuswälder, grasreiche Waldländer und Heidelandschaft. Insgesamt wurden im Park etwa 950 Pflanzenarten dokumentiert, von denen etwa 35 als selten und gefährdet gelten.
Außerdem wurden im Nationalpark 55 Säugetier-, 173 Vogel-, 38 Reptilien- und 19 Amphibienarten erfasst.
Bemerkenswerte sind dabei neben den Beständen des Grauen Riesenkängurus, der Wallaroos oder Bergkängurus und des Rothalsfilanders vor allem das Vorkommen des Bürstenschwanz-Felskängurus, von dem alleine etwa 10.000 Exemplare im Nationalpark vorkommen. Das ist die größte bekannte Population überhaupt.
Daneben kann man im Park u. a. Koalas und Wombats beobachten.
Unter den Vogelarten fallen besonders die Greifvogelarten, u. a. der Keilschwanzadler auf seinen Beuteflügen, der Wanderfalke, Milanweih (Lophoictinia isura) und der Weißbauch-Seeadler auf.
Eingeschleppte Tiere wie Mäuse und Ratten sowie verwilderte Haustiere wie Pferde, Ziegen, Katzen und Hunde können das ökologische Gleichgewicht im Park stören und werden gegebenenfalls von der Nationalparkverwaltung bekämpft.

## Tourismus
Für Touristen gibt es diverse Unterkünfte, Campingplätze und Wanderwege, die teilweise sogar für Rollstuhlfahrer benutzbar sind und verschiedene Aussichtsplattformen erschließen.

## Weitere Schutzkategorien
Im Jahre 1987 wurde der Nationalpark als Teil der Gondwana-Regenwälder Australiens UNESCO-Weltkulturerbe.